# Pac-12 Conference 2018 (pallavolo)
La Pac-12 Conference 2018 si è svolta dal 20 settembre al 25 novembre 2018: al torneo hanno partecipato 12 squadre universitarie statunitensi e la vittoria finale è andata per la diciottesima volta, la seconda consecutiva, alla Stanford.

## Regolamento
È prevista una stagione regolare che vede le dodici formazioni impegnate disputare un totale di venti incontri ciascuna; parallelamente vengono disputati anche degli incontri extra-conference contro formazioni appartenenti ad altre conference o non affiliate ad alcuna di esse, dando vita a due classifiche separate una relativa alla Pac-12 Conference ed una totale.
- La squadra vincitrice della Pac-12 Conference si qualifica automaticamente al torneo NCAA, occupando uno dei 32 posti che spettano di diritto alle squadre vincitrici delle rispettive conference;
- Le altre squadre concorrono alla qualificazione al torneo NCAA attraverso la classifica totale, che assegna i restanti 32 posti alle migliori squadre, sulla base del rapporto tra vittorie e sconfitte, che non abbiano ottenuto la qualificazione automatica.

## Squadre partecipanti
| Club                | Nickname     | Stagione | Città          | Stato      | Impianto               | Stagione precedente                                         |
| ------------------- | ------------ | -------- | -------------- | ---------- | ---------------------- | ----------------------------------------------------------- |
| Arizona             | Wildcats     | Dettagli | Tucson         | Arizona    | McKale Memorial Center | 10ª in Pac-12 Conference                                    |
| Arizona State       | Sun Devils   | Dettagli | Tempe          | Arizona    | Wells Fargo Arena      | 12ª in Pac-12 Conference                                    |
| UC Berkeley         | Golden Bears | Dettagli | Berkeley       | California | Haas Pavilion          | 11ª in Pac-12 Conference                                    |
| UC Los Angeles      | Bruins       | Dettagli | Los Angeles    | California | Pauley Pavilion        | 5ª in Pac-12 Conference; Sweet Sixteen in NCAA Division I   |
| Colorado            | Buffaloes    | Dettagli | Boulder        | Colorado   | Coors Events Center    | 5ª in Pac-12 Conference; Sweet Sixteen in NCAA Division I   |
| Oregon              | Ducks        | Dettagli | Eugene         | Oregon     | Matthew Knight Arena   | 8ª in Pac-12 Conference; Secondo turno in NCAA Division I   |
| Oregon State        | Beavers      | Dettagli | Corvallis      | Oregon     | Gill Coliseum          | 7ª in Pac-12 Conference; Primo turno in NCAA Division I     |
| Southern California | Trojans      | Dettagli | Los Angeles    | California | Galen Center           | 2ª in Pac-12 Conference; Elite Eight in NCAA Division I     |
| Stanford            | Cardinal     | Dettagli | Stanford       | California | Maples Pavilion        | Vincitrice Pac-12 Conference; Semifinali in NCAA Division I |
| Utah                | Utes         | Dettagli | Salt Lake City | Utah       | Jon M. Huntsman Center | 4ª in Pac-12 Conference; Sweet Sixteen in NCAA Division I   |
| Washington          | Huskies      | Dettagli | Seattle        | Washington | Hec Edmundson Pavilion | 2ª in Pac-12 Conference; Secondo turno in NCAA Division I   |
| Washington State    | Cougars      | Dettagli | Pullman        | Washington | Bohler Gymnasium       | 9ª in Pac-12 Conference; Secondo turno in NCAA Division I   |

## Torneo

### Regular season

#### Classifica
| Pos. | Squadra             | Conference | Conference | Conference | Conference | Overall | Overall | Overall | Overall |
| Pos. | Squadra             | Pt         | G          | V          | P          | Pt      | G       | V       | P       |
| ---- | ------------------- | ---------- | ---------- | ---------- | ---------- | ------- | ------- | ------- | ------- |
| 1.   | Stanford            | 1.000      | 20         | 20         | 0          | .966    | 30      | 29      | 1       |
| 2.   | Oregon              | .650       | 20         | 13         | 7          | .687    | 32      | 22      | 10      |
| 2.   | Southern California | .650       | 20         | 13         | 7          | .687    | 32      | 22      | 10      |
| 4.   | Washington State    | .600       | 20         | 12         | 8          | .709    | 31      | 22      | 9       |
| 5.   | Arizona             | .550       | 20         | 11         | 9          | .666    | 33      | 22      | 11      |
| 6.   | Washington          | .500       | 20         | 10         | 10         | .612    | 31      | 19      | 12      |
| 6.   | Utah                | .500       | 20         | 10         | 10         | .593    | 32      | 19      | 13      |
| 6.   | Colorado            | .500       | 20         | 10         | 10         | .562    | 32      | 18      | 14      |
| 9.   | UC Los Angeles      | .400       | 20         | 8          | 12         | .481    | 27      | 13      | 14      |
| 10.  | UC Berkeley         | .350       | 20         | 7          | 13         | .483    | 31      | 15      | 16      |
| 11.  | Arizona State       | .250       | 20         | 5          | 15         | .437    | 32      | 14      | 18      |
| 12.  | Oregon State        | .050       | 20         | 1          | 19         | .343    | 32      | 11      | 21      |

      In NCAA Division I come vincitrice di Conference
      In NCAA Division I attraverso la classifica totale

## Premi individuali
| Premio                   | Giocatrice           | Squadra             |
| ------------------------ | -------------------- | ------------------- |
| Player of the Year       | Kathryn Plummer      | Stanford            |
| Freshman of the Year     | Raquel Lázaro        | Southern California |
| Setter of the Year       | Jenna Gray           | Stanford            |
| Libero of the Year       | Morgan Hentz         | Stanford            |
| Coach of the Year        | Kevin Hambly         | Stanford            |
| All-Pac-12 Team          | Naghede Abu          | Colorado            |
| All-Pac-12 Team          | Babatamilore Alade   | Stanford            |
| All-Pac-12 Team          | Kara Bajema          | Washington          |
| All-Pac-12 Team          | Danielle Barton      | Utah                |
| All-Pac-12 Team          | Brooke Botkin        | Southern California |
| All-Pac-12 Team          | Kendra Dahlke        | Arizona             |
| All-Pac-12 Team          | Audriana Fitzmorris  | Stanford            |
| All-Pac-12 Team          | Jenna Gray           | Stanford            |
| All-Pac-12 Team          | Morgan Hentz         | Stanford            |
| All-Pac-12 Team          | Khalia Lanier        | Southern California |
| All-Pac-12 Team          | MacKenzie May        | UC Los Angeles      |
| All-Pac-12 Team          | Meghan McClure       | Stanford            |
| All-Pac-12 Team          | Taylor Mims          | Washington State    |
| All-Pac-12 Team          | Kathryn Plummer      | Stanford            |
| All-Pac-12 Team          | Alexa Smith          | Colorado            |
| All-Pac-12 Team          | Ronika Stone         | Oregon              |
| All-Pac-12 Team          | Lindsey Vander Weide | Oregon              |
| All-Pac-12 Team          | McKenna Woodford     | Washington State    |
| Pac-12 All-Freshman Team | Holly Campbell       | Stanford            |
| Pac-12 All-Freshman Team | Jenna Ewert          | Colorado            |
| Pac-12 All-Freshman Team | Lauren Forte         | UC Berkeley         |
| Pac-12 All-Freshman Team | Raquel Lázaro        | Southern California |
| Pac-12 All-Freshman Team | Brooke Nuneviller    | Oregon              |
| Pac-12 All-Freshman Team | Ella May Powell      | Washington          |
| Pac-12 All-Freshman Team | Anyse Smith          | Colorado            |

## Classifica finale
| Pos | Squadra             | Qualificazione       |
| --- | ------------------- | -------------------- |
| 1   | Stanford            | NCAA Division I 2018 |
| 2   | Oregon              | NCAA Division I 2018 |
| 2   | Southern California | NCAA Division I 2018 |
| 4   | Washington State    | NCAA Division I 2018 |
| 5   | Arizona             | NCAA Division I 2018 |
| 6   | Washington          | NCAA Division I 2018 |
| 6   | Utah                | NCAA Division I 2018 |
| 6   | Colorado            | NCAA Division I 2018 |
| 9   | UC Los Angeles      |                      |
| 10  | UC Berkeley         |                      |
| 11  | Arizona State       |                      |
| 12  | Oregon State        |                      |